# Eosclerocalyptus
L'eosclerocalipto (gen. Eosclerocalyptus) è un mammifero cingolato estinto, appartenente ai glittodonti. Visse nel Miocene superiore (circa 7 - 5,5 milioni di anni fa) e i suoi resti fossili sono stati ritrovati in Sudamerica.

## Descrizione
Questo animale, come tutti i glittodonti, era protetto da una corazza che ricopriva gran parte del corpo. Era molto simile a Sclerocalyptus, ma se ne differenziava per le minori dimensioni e per alcuni dettagli anatomici, in particolare per quanto riguarda il carapace. Le figure centrali degli osteodermi erano depresse, mentre il "tubo" che proteggeva la coda era dotato di figure laterali meno numerose rispetto a quelle presenti in Sclerocalyptus (tre paia) e meno ben differenziate. Lo scudo cefalico era dotato di un'ornamentazione particolare. Il cranio era alto e stretto, soprattutto nella parte posteriore, e anche le coane risultavano alte e strette. I denti erano meno larghi di quelli di Sclerocalyptus e quelli strutturati in tre lobi erano solo quelli più arretrati.

## Classificazione
Il genere Eosclerocalyptus venne descritto per la prima volta da Carlos Ameghino nel 1919, sulla base di fossili ritrovati in terreni risalenti al Miocene superiore in Argentina. A questo genere sono attribuite varie specie, tra cui Eosclerocalyptus tapinocephalus, E. lineatus, E. proximus ed E. planus. A questo genere sono in seguito state ascritte anche le forme precedentemente considerate appartenere al genere Hoplophractus.
Eosclerocalyptus è considerato un genere di glittodonti vicini all'origine del più noto Sclerocalyptus (o Neosclerocalyptus), all'interno del gruppo degli Sclerocalyptini.